# Alla Nazimova
Alla Nazimova (Oekraïens & Russisch: Алла Назимова), geboren als Mariam Edez Adelaida Leventon (Oekraïens: Міріам Эдес Аделаїда Левентон; Russisch: Мириам Эдес Аделаида Левентон), bijnamen: Nazimova of Alia Nasimoff (Jalta, 22 mei 1879 - Los Angeles, 14 juli 1945) was een Joods-Oekraïens-Amerikaanse actrice, scriptschrijver en producente.

## Levensloop

### Vroege leven
Ze groeide op in Oekraïne. Ze woonde in een disfunctioneel gezin en nadat haar ouders uit elkaar gingen, woonde Nazimova voornamelijk in weeshuizen, pleeggezinnen en bij familieleden.
Nazimova kreeg als tiener interesse in acteren en nam ook acteerlessen. Ze nam ook rond deze tijd de artiestennaam Alla Nazimova aan. Haar nieuwe achternaam was gebaseerd op "Nadezhda Nazimova", een personage uit een boek dat ze mooi vond.
Nazimova trouwde in 1899 met Sergei Golovin. Ze wilden al snel scheiden, maar bleven getrouwd tot Nazimova's dood in 1945.

### Carrière

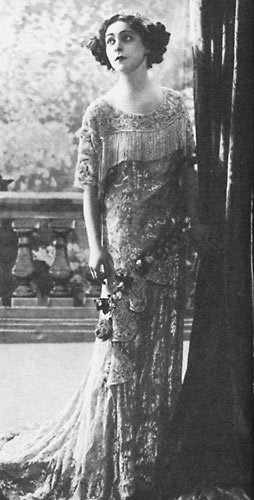
Nazimova op Broadway in 1911

Nazimova werd rond 1903 een ster in het theater van Moskou. Niet veel later begon ze te toeren door Europa. In 1905 verhuisde ze met haar vriend Pavel Orlenev naar New York waar ze acteerden in een Russisch theater op Lower East Side. Orlenev verhuisde al snel terug, maar Nazimova bleef in New York.
Ze werd ontdekt door producent Henry Miller en kreeg haar debuut op Broadway in 1906. Ze werd enorm populair (er werd zelfs een theater naar haar vernoemd) en ze speelde in stukken van onder andere Henrik Ibsen en Anton Tsjechov.
Nazimova begon vanaf 1916 ook in stomme films te spelen. Ook dit bleek een groot succes. Over de jaren heen acteerde ze in een aantal bekende films en werd uitstekend betaald. Ze verdiende, bijvoorbeeld, meer dan vier keer zoveel per week als Mary Pickford.
Vanaf 1918 begon Nazimova ook de films waarin ze speelde te produceren en te schrijven. Ze verwerkte een bepaalde stijl in haar films, die in die tijd erg gewaagd waren. Enkele voorbeelden hiervan zijn A Doll's House (1922) en Salomé.
Vanaf 1925 werd ze niet meer bijgestaan door investeerders en had zij niet meer genoeg geld om haar eigen films te maken. Ze nam dan ook het besluit om de filmindustrie te verlaten. Nazimova begon hierna weer te acteren op Broadway. In de jaren 40 maakte ze nog enkele films, uit geldnood.
Alla Nazimova overleed op 66-jarige leeftijd aan een trombose.

## Filmografie

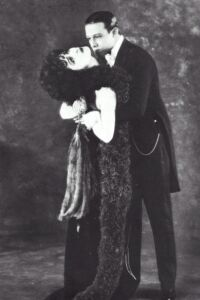
Nazimova met Rudolph Valentino in Camille (1921)

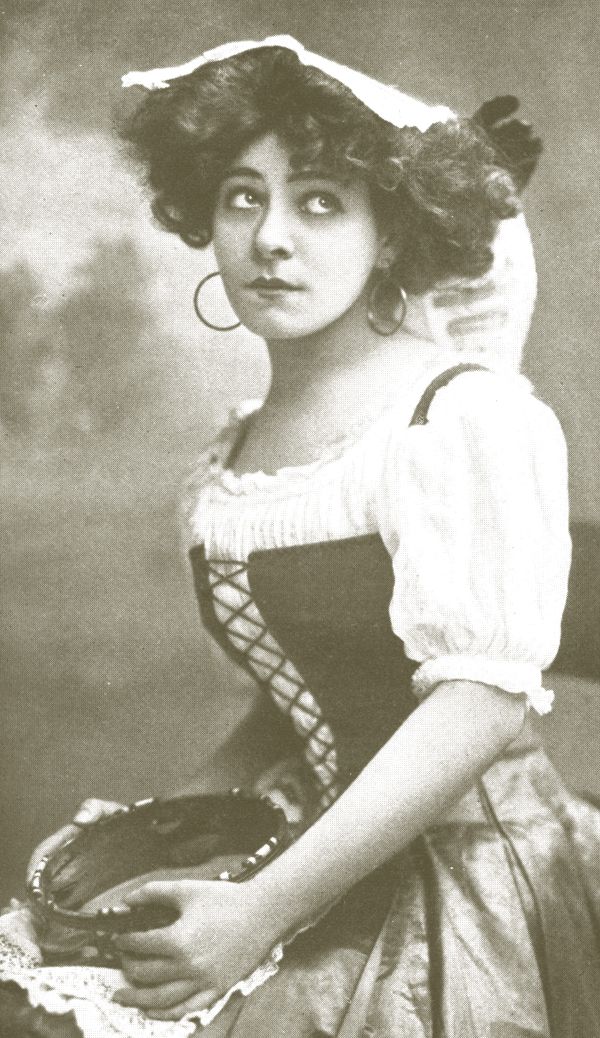
Nazimova in A Doll's House (1922)

- 1916: War Brides
- 1918: Revelation
- 1918: Toys of Fate
- 1918: A Woman of France
- 1918: Eye for Eye
- 1919: Out of the Fog
- 1919: The Red Lantern
- 1919: The Brat
- 1920: Stronger Than Death
- 1920: The Heart of a Child
- 1920: Madame Peacock
- 1920: Billions
- 1921: Camille
- 1922: A Doll's House
- 1923: Salomé
- 1924: Madonna of the Streets
- 1925: The Redeeming Sin
- 1925: My Son
- 1940: Escape
- 1941: Blood and Sand
- 1944: In Our Time
- 1944: The Bridge of San Luis Rey
- 1944: Since You Went Away